# Álvaro Uribe
Álvaro Uribe Vélez (ur. 4 lipca 1952 w Medellín) – neokonserwatywny polityk kolumbijski, z zawodu prawnik. Od 7 sierpnia 2002 do 7 sierpnia 2010 prezydent kraju, 28 maja 2006 liczbą 7 363 421 głosów wybrany na drugą kadencję. Był najdłużej urzędującym prezydentem w historii Kolumbii i pierwszym od ponad 100 lat wybranym na drugą kadencję. Stało się tak ze względu na zmianę w czasie pierwszej kadencji zapisu w Konstytucji, który wcześniej nie pozwalał na reelekcję. W czasie drugiej kadencji Uribe dążył do kolejnej zmiany – bezterminowej prezydentury, ale spotkał się z silną reakcja negatywną społeczeństwa i Kościoła.

## Zarys biografii
Żonaty z Liną Moreno. Mają dwoje dzieci: Tomása i Jerónimo. Absolwent Universidad de Antioquia w Medellín. Specjalizację Administracja i Zarządzanie uzyskał na Uniwersytecie Harvarda.
Álvaro Uribe Vélez bardzo wcześnie zaczął życie publiczne. W 1976 został szefem Biura Zamówień Publicznych w Medellín. Od 1977 do 1978 był sekretarzem generalnym Ministerstwa Pracy, gdzie w latach 1980–1982 pełnił funkcję dyrektora wydziału ds. Lotnictwa Cywilnego. W 1982 został prezydentem miasta Medellín. W latach 1986–1990 i 1990–1994 był senatorem, a w latach 1995–1997 gubernatorem prowincji. W maju 2002 wygrał wybory prezydenckie, od tego czasu konsekwentnie rozbijał lewicową partyzantkę FARC. W 2006 ponownie zwyciężył w wyborach, bezapelacyjnie pokonując konkurencję. Uzyskał wówczas aż 62% głosów, czyli zdobył trzykrotnie więcej głosów aniżeli jego najgroźniejszy kontrkandydat, wystawiony przez lewicę.
Choć Uribe kreuje się na chrześcijańskiego polityka, silnie wspierał organizacje paramilitarne, które z kolei były jego sojusznikiem w walce z FARC. Organizacje te mają na swym koncie zabójstwa, zamachy, masakry ludności cywilnej, stosowanie przymusowych wysiedleń, tortury i są powiązane z kartelami narkotykowymi. Jako prezydent Uribe doprowadził do złożenia broni przez grupy paramilitarne w zamian za obietnicę odbycia maksymalnej kary 8 lat więzienia. Po fikcyjnych procesach nastąpiła jednak ekstradycja ważnych przywódców do USA, gdzie odpowiadają za handel narkotykami. Grupy paramilitarne przekształciły się w organizacje kryminalne (bacrim - bandas criminales), które w wielu regionach mają bardzo silny wpływ na politykę, siłą i korupcją umożliwiając zdobycie mandatów własnym kandydatom. Dziennikarze śledczy oceniają, że dziś 1/3 polityków w parlamencie ma powiązania z organizacjami paramilitarnymi.
Na obu synach Alvaro Uribe ciążą zarzuty korupcyjne, które bada prokuratura. Chodzi o wykorzystanie pozycji ojca w celu zawłaszczenia niektórych obszarów produkcyjnych oraz wykorzystania tajnych informacji w celu odniesienia korzyści majątkowych.
W 2010 Sąd Konstytucyjny sprzeciwił się planom organizacji referendum w sprawie zgody na ubieganie się przez niego o trzecią kadencję na stanowisku prezydenta. Kandydatem jego partii w wyborach został więc były minister obrony Juan Manuel Santos, który po swoim zwycięstwie zastąpił go na stanowisku 7 sierpnia 2010.